# Rio Água João Lats
O Rio Água João Lats é um curso de água do arquipélago de São Tomé e Príncipe, localizado no distrito de Cantagalo, ilha de São Tomé. Este curso de água corre para Oeste até encontrar o mar depois de passar junto do povoado Água Ize, entre a Praia do Rei e a Praia do Amador.